# Дискография на Емилия
Българската изпълнителка Емилия е издала 11 студийни албума, 3 компилации, 1 видео албум и 99 видеоклипа. Певицата има договор с музикалната компания „Пайнер“ от 1999 до 2021 г.

## Албуми

### Студийни албуми
| Заглавие                | Детайли за албума                                                               |
| ----------------------- | ------------------------------------------------------------------------------- |
| Весело момиче           | - Издаден: 4 юли 2001 - Издател: Пайнер - Формат: MC, CD                        |
| Нежни устни             | - Издаден: 26 ноември 2002 - Издател: Пайнер - Формат: MC, CD                   |
| Ангел в нощта           | - Издаден: 27 април 2004 - Издател: Пайнер - Формат: MC, CD                     |
| Самотна стая            | - Издаден: 3 май 2005 - Издател: Пайнер - Формат: MC, CD                        |
| Мисли за мен            | - Издаден: 6 юни 2006 - Издател: Пайнер - Формат: MC, CD                        |
| Родена съм да те обичам | - Издаден: 22 декември 2008 - Издател: Пайнер - Формат: MC, CD                  |
| Така ми харесва         | - Издаден: 21 март 2010 - Издател: Пайнер - Формат: MC, CD                      |
| Смелите си имат всичко  | - Издаден: 20 юни 2012 - Издател: Пайнер - Формат: MC, CD                       |
| Ех, Българийо красива   | - Издаден: 15 юни 2015 - Издател: Пайнер - Формат: MC, CD                       |
| Акула                   | - Издаден: 1 декември 2020 - Издател: Пайнер / EМ Productions - Формат: CD, USB |
| Турбуленция             | - Издаден: 12 декември 2023 - Издател: EМ Productions - Формат: CD, USB         |

### Компилации
| Заглавие                             | Детайли за албума                                        |
| ------------------------------------ | -------------------------------------------------------- |
| Целувай ме – Best Ballads            | - Издаден: април 2007 - Издател: Пайнер - Формат: MC, CD |
| Emilia The Best Selection            | - Издаден: 28 юни 2010 - Издател: Пайнер - Формат: CD    |
| Златните хитове на Пайнер 7 – Емилия | - Издаден: 31 януари 2013 - Издател: Пайнер - Формат: CD |

### Микс албуми
| Заглавие        | Детайли за албума                                       |
| --------------- | ------------------------------------------------------- |
| Emilia Mega Mix | - Издаден: 22 април 2004 - Издател: Пайнер - Формат: CD |

### Видео албуми
| Заглавие                    | Детайли за албума                               |
| --------------------------- | ----------------------------------------------- |
| Emilia Best Video Selection | - Издаден: 2006 - Издател: Пайнер - Формат: DVD |

## Песни извън албум
- Свършено е с теб (1999)
- Снежанка (2000)
- Снощи си мамо отидох (дует с Мира) (2001)
- Иван Димитър думаше (2001)
- Раде ле, мари хубава (дует с Весела) (2001)
- Лудост е (дует с Валдес) (2002)
- Студен огън (дует с Валдес) (2002)
- От горната махала момите (2002)
- Залюбих, майко (дует с Деси Слава) (2002)
- Безумна любов (соло версия) (2003)
- Забрави (2004)
- Любов и нежност (соло версия) (2004)
- С теб да бъдем пак (2007)
- Когато всичко свърши (2007)
- Отново не дойде (2007)
- Чужбина чужда (2009)
- Аларма (трио с Малина и Галена) (2010)
- O, Tannenbaum (дует със Сакис Кукос) (2011)
- Кой ще му каже/Boi tegali li (remix – дует с Ави Бенеди) (2014)
- Лале ли си, зюмбюл ли си (сексет с Галена, Преслава, Деси Слава, Анелия и Цветелина Янева) (2015)
- Jingle Bells (дует със Сакис Кукос) (2015)
- Harem (трио с Edward Maya и Costi) (2018)
- Стари спомени (2018)
- Тракийска сватба (2021)
- Хайдушка сватба (2021)
- Tvoj pogled (2023)
- Шмекерия (трио с Florin Salam и Costi) (2024)
- Закъсня (дует със Слави Трифонов с участието на Ку-ку бенд) (2024)
- Сбърка адреса (2024)
- Любов на кг (дует с Галин) (2025)
- Вълкът (дует със Слави Трифонов с участието на Ку-ку бенд) (2025)
- Sedam dana (дует с Emir Djulovic) (2025)
- Вземах-давах (2025)

## Песни със специално участие
- Хали-гали (Валдес ft. Емилия) (2002)
- Кофти хора (Карлос ft. Емилия) (2014)
- Мъж в сянка (Коста Марков ft. Емилия) (2017)
- Някой богат (Борис Дали ft. Емилия) (2017)
- Едно сбогуване (Крум ft. Емилия) (2017)
- Ако можеше (Крум ft. Емилия) (2021)
- Помниш ли (Борис Дали ft. Емилия) (2023)
- Остави ме, любов (Антонио ft. Емилия) (2024)